# XBP1
XBP1 (X-box binding protein 1, nota anche come XBP2 e TREB5) è una proteina codificata in Homo sapiens dal gene omonimo, situato sul cromosoma 22 (22q12.1). È un fattore di trascrizione implicato nei meccanismi di risposta allo stress cellulare (unfolded protein response, UPR) e nel funzionamento del sistema immunitario.

## Il pathway di IRE1 e launfolded protein response
XBP1 è un componente fondamentale del pathway di IRE1 (inositol-requiring enzyme 1), uno dei tre meccanismi principali (con i pathway di PERK e di ATF6) con cui la cellula risponde allo stress proteotossico del reticolo endoplasmatico (RE). Esso è innescato dal superamento del livello di soglia fisiologicamente tollerato di concentrazione di proteine un- o mis-folded all'interno del RE – a cui è capace di far fronte lo chaperone molecolare BiP.
Quando tale livello viene superato, il sensore IRE1 – proteina integrale della membrana del RE – dimerizza e si autofosforila, attivando il proprio dominio endoribonucleasico presente sul lato citosolico. All'interno del citoplasma è ubiquitariamente presente l'mRNA unspliced di XBP1 (uXBP1) — che è tradotto nella proteina uXBP1 —; su di esso agisce specificamente l'endonucleasi IRE1, andando ad effettuare un unconventional splicing che, con l'excisione di 26 nucleotidi (una cifra che non è multiplo di 3), produce un mRNA spliced (sXBP1) che, tradotto, dà luogo a una proteina differente, a motivo del frameshift a livello del codice genetico in fase di traduzione.
La proteina sXBP1 agisce come fattore di trascrizione, e promuove in particolare l'espressione di geni che potenziano la degradazione proteica e l'UPR — mentre la sua versione unspliced, uXBP1, con parziale omologia di sequenza, lega gli stessi promotori (attraverso un dominio DNA binding contenente un leucine zipper, presente sull'N-terminale della proteina), ma non attiva la trascrizione dei loro geni (esercitando dunque azione inibitoria).